# Watervliet (New York)
Watervliet è una città degli Stati Uniti d'America situata nello Stato di New York e in particolare nella contea di Albany.